# Blocher (Familie)
Die Familie Blocher ist eine aus Leidringen (Württemberg) stammende Schweizer Unternehmer- und Politikerfamilie, welche seit 1861 das Bürgerrecht von Schattenhalb besitzt, Alfred Blocher erwarb für sich und seine Nachkommen 1912 das Burgerrecht der Stadt Bern. Die Familie brachte zahlreiche Politiker, Geistliche und Unternehmer hervor. Das Vermögen der Familie Blocher beträgt rund 20 Milliarden Schweizer Franken (Stand 2022). Diese Zahl bezieht sich auf das familiäre Gesamtvermögen von Christoph Blocher und Nachkommen.

## Genealogie
- Johann Georg Blocher (1811–1899), Lehrer, verheiratet mit Elise Magdalena Schachtler
  - Johann Gottlob Blocher (1840–1898), verheiratet mit Maria Müller
  - Wilhelm Friedrich Blocher (1842–1859)
  - Emanuel Blocher (1844–1920), Fabrikdirektor im Kanton Basel-Landschaft, verheiratet mit Karoline Engler
    - Eduard Blocher (1870–1942)[4], Pfarrer und Schriftsteller, verheiratet mit der aus Treysa (Hessen) stammenden Elisabeth Hanna Mathilde Wigand († 1927)
      - Wolfram Blocher (1897–1972), Pfarrer in Laufen-Uhwiesen ZH, verheiratet mit Ida Baur (1908–1994)
        - Judith Blocher (1932–2024), Sozialarbeiterin und Autorin, verheiratet mit Sergio Giovanelli
        - Gerhard Blocher (1934–2016), Pfarrer in Hallau SH
        - Sophie Blocher (1935–2002), Theologin[5]
        - Christoph Blocher (* 1940), Schweizer Politiker und Industrieller, verheiratet mit Silvia Kaiser (* 1944)
          - Magdalena Blocher (* 1969), Schweizer Politikerin und Unternehmerin, verheiratet mit Roberto Martullo
            - 3 Kinder[6]

          - Markus Blocher (* 1971), Schweizer Unternehmer
            - 7 Kinder[7]

          - Miriam Baumann-Blocher (* 1975), Schweizer Unternehmerin
            - 2 Kinder[8]

          - Rahel Blocher (* 1976), Schweizer Unternehmerin

        - Brigitte Yvonne Blocher (1945–2020)

    - Hermann Blocher (1872–1942), Schweizer Politiker (SP), Regierungsrat des Kantons Basel-Stadt (1910–1918)
    - Eugen Blocher (1882–1964), Schweizer Jurist und Politiker (SP), Zivilgerichtspräsident Basel-Stadt (1912–1928), Bundesrichter (1928–1952), verheiratet mit Bertha Strübin

  - Hermann Blocher (1846–1846)
  - Elisabetha Blocher (1848–1851)
  - Agnes (1851–1853)
  - Alfred Blocher (1854–1931)[9], Ökonom des Inselspitals[10], Verwalter des Zieglerspitals in Bern[2], verheiratet mit Maria Emma Elisabeth Hänni (1861–1918)[2][9] aus Gerzensee
    - Luise Maria Magdalena Blocher (1882–?), Lehrerin an der Haushaltungsschule Monbijou in Bern[2]
    - Katharina Luise Blocher (1888–?), Lehrerin in Oberried, Belp[2]
    - Georg Alfred Blocher (1893–1959)[11], Dr. phil., Sekundarlehrer, Rektor des Progymnasiums Thun[9]

  - Elisa (1861–?)